# Jean-Baptiste Migeon

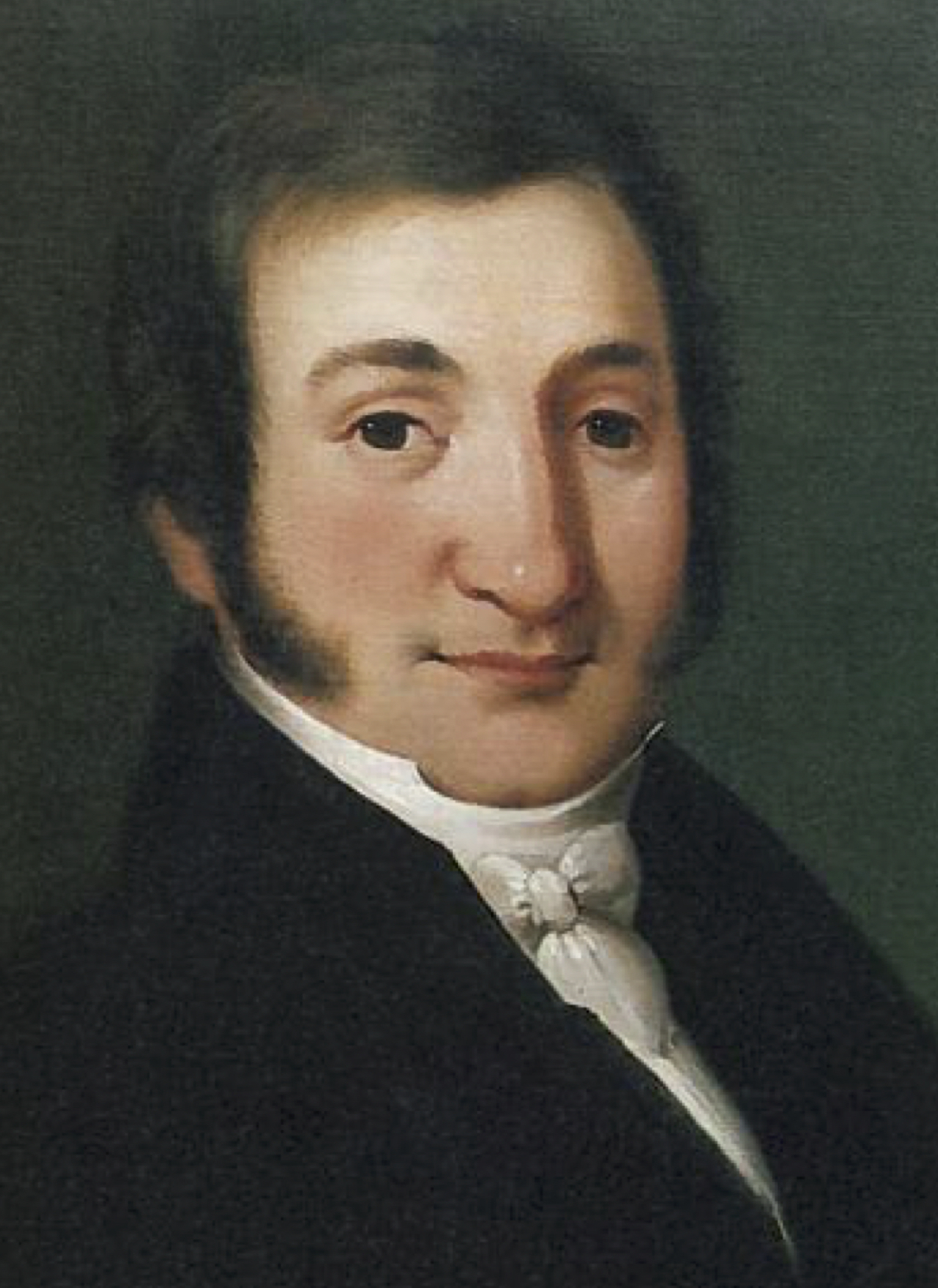
Jean-Baptiste Migeon

Jean-Baptiste Migeon (* 15. Oktober 1768 in Braux; † 28. Dezember 1845 in Paris) war ein französischer Unternehmer und Politiker.

## Leben
Er machte zunächst eine Ausbildung als Schmiedemeister und betrieb danach ein Unternehmen in Grandvillers.
1803 kam er nach Aachen. Mit seinem Bruder Jean Vincent Migeon aus Charleville und dem Elsässer Ingenieur Laurenz Jecker gründete er dort ein Unternehmen zur industriellen Fertigung von Stecknadeln aus Messing. Laurenz Jecker brachte hierzu Patente für Maschinen und einen kurz zuvor günstig erworbenen ehemaligen Klosterhof in der Eilfschornsteinstraße, das Klosterrather Refugium ein. Das Unternehmen war zunächst sehr erfolgreich und belieferte das gesamte französische Kaiserreich. 1807 kam es jedoch zu einer Krise, in deren Folge Jecker aus dem Unternehmen ausschied und die Fabrik an die Migeon-Brüder verkaufte.
Am 5. Juli 1811 gingen die Brüder Migeon eine Partnerschaft mit den Aachener Kupferschlägermeistern und Messingproduzenten Johann Josef und Johann Heinrich Schervier ein. Kurz zuvor, am 3. März 1811, hatte Johann Heinrich Schervier ihre Schwester Maria Aloysia (Louise) Victoire Migeon geheiratet. Das Unternehmen firmierte nun als „Migeon et Schervier frères“.
Nach dem Sturz Napoleons zogen sich die Migeon-Brüder allmählich aus dem Betrieb heraus und gingen nach Frankreich zurück. 1816 schied zunächst Jean Vincent ganz aus dem Unternehmen aus und die Brüder Schervier übernahmen zwei Drittel des Fabrikgrundstückes in der Elfschornsteinstraße und der zugehörigen Rechte, die bisher den Geschwistern Migeon allein gehört hatten. 1823 verkaufte schließlich auch Jean-Baptiste seine verbliebenen Anteile am Grundstück und Unternehmen.
Jean-Baptiste Migeon ging nun in die Politik und wurde zunächst Bürgermeister von Mézières. Am 24. November 1827 wurde er mit 103 von 140 abgegebenen Stimmen zum Abgeordneten des Großen Kollegiums des Département Haut-Rhin gewählt und zog nach Paris. Er nahm den Platz der liberalen Opposition ein und beteiligte sich an der Adresse des 221 gegen den Minister Jules de Polignac. Am 23. Juni 1830 wurde er im Wahlkreis von Belfort mit 80 von 130 Stimmen wiedergewählt. Er machte nun einige Zugeständnisse an die Julimonarchie und zog sich nach den Wahlen von 1831 aus dem politischen Leben zurück.

## Familie
Jean-Baptiste Migeon war verheiratet mit Victoire Dominé (1794–1887), mit der er folgende Kinder bekam:
- Laure Viellard-Migeon (1813–1899), verheiratet mit François Viellard-Migeon
- Jules Migeon (1815–1868)

Franziska Schervier war seine Nichte.